# 達里奧·亨特
達里奧·大衛·亨特（英語：Dario David Hunter；1983年4月21日—），又名伊斯洛爾·亨特（Yisroel Hunter），是美國一名拉比、律師和政治人物，也是第一位獲授與拉比的穆斯林男性。他曾擔任俄亥俄州揚斯敦教育局成員，並曾尋求2020年綠黨初選總統提名，最終排在第二。隨後他得到俄勒岡州進步黨的提名，並於其他州份用進步黨的名義出選美國總統選舉。

## 背景
亨特是一名同性戀者，由他的伊朗穆斯林父親和非裔美國人母親在紐華克和泽西市撫養長大。
他曾在以色列擔任環境律師，其後在俄亥俄州揚斯敦擔任公會拉比，及在伍斯特学院擔任校園拉比，目前居住在加利福尼亞州洛杉磯。

## 外部連結
- 官方网站 （英文）